# Rua Teresa
Rua Teresa, localizada na cidade de Petrópolis no estado do Rio de Janeiro, é considerada o maior polo de moda da região Serrana, com mais de 1200 lojas e contribui na realização de aproximadamente 40.000 empregos para a cidade.
Constava na planta original de Petrópolis feita pelo major Koeler em 1846 com o nome de Vila Teresa e foi até 1928 o único acesso à cidade. Era originalmente um trecho da estrada da Estrela que ligava o porto na baía de Guanabara a Minas Gerais. Os trilhos da Estrada de Ferro Príncipe do Grão-Pará foram construídos em 1883 acompanhando seu traçado, e a presença da oficina da Leopoldina Railway no início da rua atraiu várias indústrias têxteis para o local no começo do século XX.
Foi uma área muito atingida durante a enchente na cidade em 2022. Segundo dados do Sindicato do Comércio de Petrópolis, as atividades na Rua Teresa geram 20 mil empregos diretos, em mais de cinco mil estabelecimentos. A enchente colocou em risco o ciclo orgânico do comércio na região, dado o tamanho do prejuízo causado pela tragédia.